# Poecilia koperi
Poecilia koperi es un pez de la familia de los pecílidos en el orden de los ciprinodontiformes.

## Distribución geográfica
Se encuentran en Sudamérica: Venezuela.